# Abdalá I de Córdova
Abdalá ibne Maomé (em árabe: عبد الله بن محمد; romaniz.: ʿAbd Allāh ibn Muḥammad; 844-15 de outubro de 912), mais conhecido como Abdalá I, descendente dos Omíadas, foi o sétimo emir de Córdova, no Alandalus, entre 888 e 912.

## Primeiros anos
Abdalá ibne Maomé foi sucessor do seu irmão Almondir I, morto en 888 quando assediava Omar ibne Hafeçune  em Bobastro. Ele estava no acampamento e, segundo alguns historiadores, foi por iniciativa sua que o médico da corte utilizou uma lanceta envenenada para sangrar Almondir. A luta contra ibne Hafeçune, que já dominava a Cora de Rayya (incluindo Bobastro), Elvira (incluindo Granada) e Xaém, e tinha se aliado com as cidades de Archidona, Baeza, Úbeda e Priego foi o maior desafio enfrentado por Abdalá. Em 891, ibne Hafeçune foi derrotado próximo ao castelo de Polei e perdeu o controle de diversas cidades. Após a vitória, Abdalá massacrou todos os cristãos e perdoou todos os muçulmanos. Contudo, já recuperado no ano seguinte, ibne Hafeçune conquistou novamente todos os territórios perdidos.
Em 901, o emir assinou um tratado de paz com ibne Hafeçune (que tinha se aliado com a família muladi Banu Cassi, que controlava o vale do Ebro, e com o Reino das Astúrias). Porém, a guerra recomeçou no ano seguinte, apenas para ser novamente interrompida pela morte de Abdalá, aos 68 anos em Córdova, justamente quando ele melhorava sua situação.

## Sucessão
Uma de suas esposas foi Onneca Fortúnez, também chamada Íñiga ou Onega, filha de Fortunio Garcês, rei de Pamplona e último soberano da Dinastia Iñiga. Com ela, que tomou o nome árabe Durr (Pérola), Abdalá teve o único filho documentado nas fontes chamado Muhammad nascido em 864. O emir nomeou-o seu herdeiro, mas mais tarde ele foi assassinado por seu meio irmão Almotarrife em 28 de janeiro de 891. Depois de executar o filho assassino, Abdalá, nomeou como seu sucessor o seu neto - filho de Muhammad com uma basca de nome Muzna - e futuro califa Abderramão III, nascido em 7 de janeiro de 891, vinte e um dias antes da morte de seu pai. Onneca foi repudiada por Abdalá cerca de 880 e nesse ano retornou ao Reino de Pamplona com seu pai e depois casou-se com seu primo Aznar Sanches de Larraun, tendo desse matrimônio nascido Toda Aznarez, a esposa do rei Sancho Garcés I de Pamplona. Assim, a rainha Toda era a tia de Abderramão III.